# Zaglyptogastra abbotti
Zaglyptogastra abbotti är en stekelart som beskrevs av William Harris Ashmead 1900. Zaglyptogastra abbotti ingår i släktet Zaglyptogastra och familjen bracksteklar. Inga underarter finns listade i Catalogue of Life.